# ميريل وين ديفيز
ميريل وين ديفيز (23 يونيو 1948 - 1 فبراير 2021) عالمة وكاتبة ومذيعة من ويلز متخصصة في الإسلام، وشاركت في تأليف الكتب والمقالات مع ضياء الدين سردار. من دعاة الأنثروبولوجيا الإسلامية، كانت مديرة المعهد الإسلامي لندن.

## سيرة شخصية
ولدت ميريل وين ديفيز في 23 يونيو 1949 في ميرتير تيدفيل ويلز. التحقت بمدرسة قواعد سيفارثفا للمستويات. وبعد أن قرأت الأنثروبولوجيا في يونيفرسيتي كوليدج بلندن، بدأت حياتها المهنية في الإذاعة والصحافة. بعد عمله مع الصحف الويلزية المحلية، وقضت فترة مع راديو بي بي سي، قضت ديفيز عقدًا من الزمن مع برامج بي بي سي الدينية، حيث عملت على برامج حائزة على جوائز مثل «إفري مان» و«هارت أو ذا ماتر» و«غلوبال ريبورت» ومسلسل «لقاءات مع الإسلام».
اعتنقت الإسلام عام 1981 عن عمر يناهز 31 عامًا. في عام 1985 تركت هيئة الإذاعة البريطانية لتكتب بشكل مستقل وتعمل في مجلة إينكويري الإسلامية التي تتخذ من لندن مقراً لها. عملت خلال التسعينيات كمستشارة وكاتبة خطابات لأنور إبراهيم نائب رئيس وزراء ماليزيا الأسبق، وزعيم المعارضة فيما بعد. وأنتجت مسلسل «وجوه الإسلام» لصالح قناة تي في 3 الماليزية. عندما تم القبض على إبراهيم هربت وين ديفيز وانتقلت إلى سنغافورة. عادت إلى المملكة المتحدة في عام 1996 وأصبحت مسؤولة الإعلام في المجلس الإسلامي البريطاني. في عام 2009 انضمت إلى المعهد الإسلامي في لندن لتتولى منصب مدير المعهد.

## المعتقد
كانت ديفيز رائدة في مقاربة جديدة للأنثروبولوجيا الإسلامية ونقد أصيل للغاية لأمريكا يعتمد على أفلام هوليوود. في كتابها، معرفة بعضنا البعض: تشكيل أنثروبولوجيا إسلامية، طورت ديفيز أسلوبًا جديدًا في البحث وصفته، «بعد ابن خلدون باسم علم العمران»: خطاب جذري شكله الحوار بين الحضارات والثقافات وقائمًا على على فهم شامل لما يعنيه أن تكون إنسانًا.
في ثلاثة كتب عن الولايات المتحدة كتتبها بالاشتراك مع ضياء الدين سردار، كتبت ديفيز «قوانين الأساطير الأمريكية» («الخوف أساسي»، «الهروب سبب الوجود»، «أمريكا هي فكرة الأمة»، «أمريكي للديمقراطية الحق في أن تكون إمبريالية وأن تعبر عن نفسها من خلال الإمبراطورية»، «السينما هي محرك الإمبراطورية»، إلخ) والتي كما جادلت ديفيز ضرورية لفهم سيكولوجية الولايات المتحدة.

## الوفاة
توفيت ميريل وين ديفيز في 1 فبراير 2021 عن عمر يناهز 71 عامًا.